# لاگوناریا
گیاهی است با نام علمی Lagunaria patersonia و از تیره پنیرکیان که بومی استرالیا و بخش‌هایی از ساحلی کوئینزلند است. این گیاه به افتخار آندرس لاگونا، گیاه‌شناس اسپانیایی به لاگوناریا نامگذاری شده است.